# حمله‌های سایبری به اوکراین در ۲۰۲۲

تارنمای وزارت امور خارجه اوکراین توسط هکرها از کار افتاد

در ۱۴ ژانویه ۲۰۲۲، یک حمله سایبری بیش از ده‌ها تارنمای دولتی اوکراین را در طول بحران ۲۰۲۱–۲۰۲۲ روسیه و اوکراین را از شبکه اینترنت پایین آورد. به گفته مقام‌های اوکراینی، حدود ۷۰ تارنمای دولتی از جمله وزارت امور خارجه، کابینه وزیران و شورای امنیت و دفاع مورد یورش قرار گرفتند. بیشتر تارنماها ظرف چند ساعت پس از حمله بازسازی شدند. یک ماه بعد، در ۱۴ فوریه، یک حمله سایبری دیگر چندین خدماتی دولتی و بانکی را از کار انداخت.

## واکنش‌ها به یورش ژانویه

### روسیه
روسیه اتهامات اوکراین مبنی بر ارتباط این کشور با حملات سایبری را رد کرد.

### اوکراین
نهادهای دولتی اوکراین، مانند مرکز ارتباطات راهبردی و امنیت اطلاعات و وزارت امور خارجه، با اشاره به اینکه این نخستین بار نیست که روسیه به اوکراین حمله می‌کند، بیان کردند که فدراسیون روسیه عامل این حمله بوده‌است.

### اتحادیه اروپا
جوزپ بورل، نماینده عالی اتحادیه اروپا دربارهٔ منبع این حمله گفت: «به خوبی می‌توان با یک احتمال مشخص و با یک حاشیه خطا کم تصور کرد که این حمله از کجا می‌تواند رخ دهد.»

### ناتو
ینس استولتنبرگ دبیرکل ناتو اعلام کرد که این سازمان هماهنگی خود را با اوکراین در زمینه دفاع سایبری در برابر حملات سایبری احتمالی بیشتر افزایش خواهد داد. ناتو بعداً اعلام کرد که توافقنامه ای را امضا خواهد کرد که به اوکراین اجازه دسترسی به پلت فرم اشتراک گذاری اطلاعات بدافزار خود را می‌دهد.